# Kostel svatého Prokopa (Hrnčíře)
Kostel svatého Prokopa v Hrnčířích je římskokatolický filiální kostel, spadající do kunratické farnosti u kostela sv. Jakuba. Raně gotický barokně přestavěný kostel se nachází v městské části Praha-Šeberov, v centru místní části Hrnčíře. Jde o jednu z nejstarších dochovaných staveb na území Prahy.

## Historie

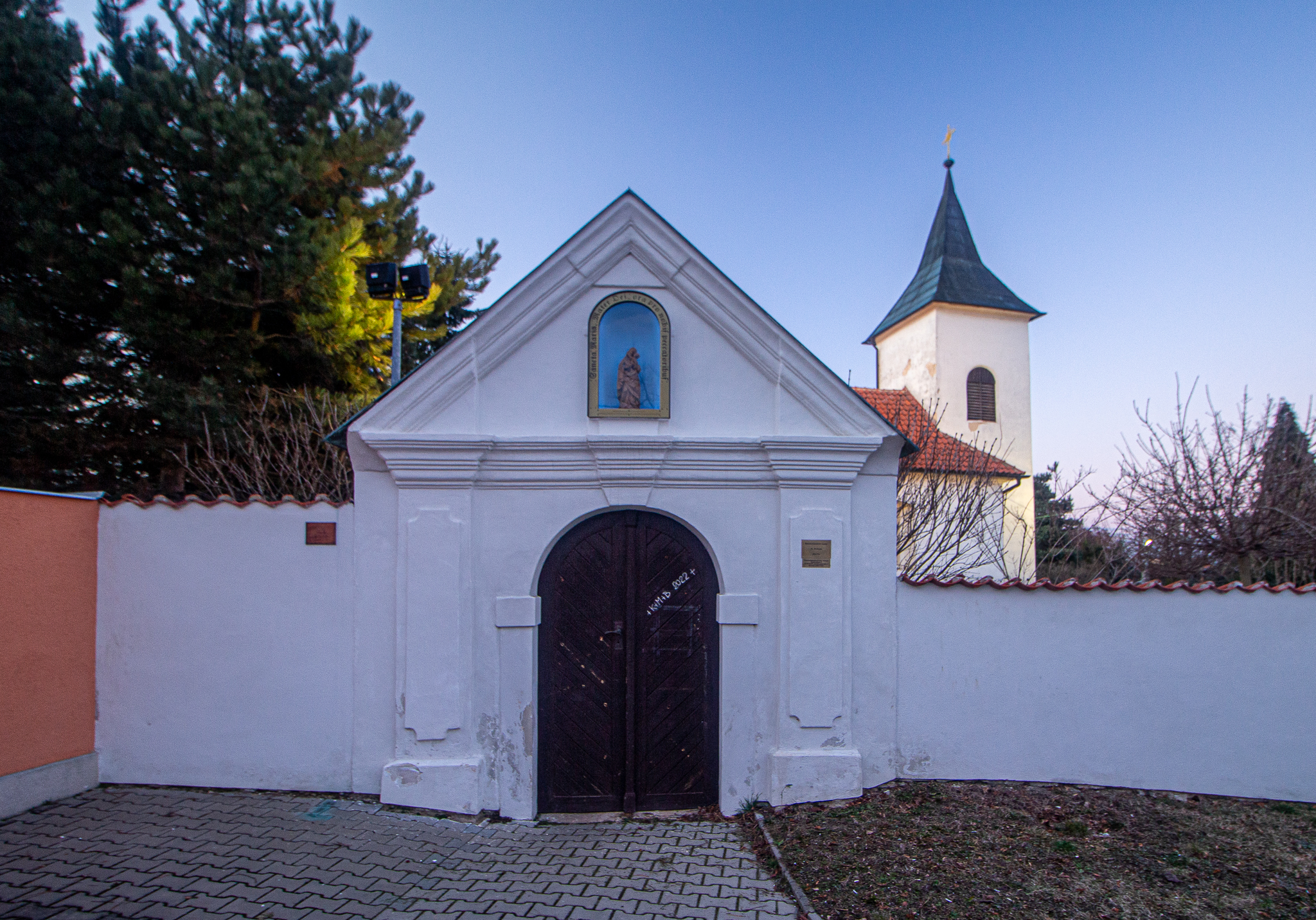
Vstup do areálu

Tato malá jednolodní stavba s hranolovitou věží pochází z konce 13. století (podle jiných údajů až ze začátku 14. století) a je zasvěcená českému světci svatému Prokopovi. 
V roce 1352 zde byla zřízena plebánie. Kostel má prosté architektonické řešení bez výrazných detailů.
Kolem roku 1700 byl kostel zbarokován. Z této doby pochází i vnitřní vybavení kostela – vyřezávaný barokní oltář a lavice. Na konci 90. let 20. století byl zrestaurován. 
Okolo kostela je hřbitov, kde byli pohřbíváni obyvatelé ze Šeberova, Hrnčíř a Kateřinek. Roku 1896 byl tento hřbitov zrušen a založen nový hřbitov v místech křižovatky ulic K Labeškám a K Hrnčířům.

## Bohoslužby
Každou neděli se v kostele koná od 11.00 mše svatá. V letech 2022–2025 zde pravidelně sloužil prof. Ctirad Václav Pospíšil.